# Đội tuyển bóng đá quốc gia Wales
Đội tuyển bóng đá quốc gia Wales (tiếng Wales: Tîm pêl-droed cenedlaethol Cymru; tiếng Anh: Wales national football team) là đội tuyển cấp quốc gia của Wales do Hiệp hội bóng đá Wales quản lý.
Trận thi đấu quốc tế đầu tiên của đội tuyển Wales là trận gặp đội tuyển Scotland vào năm 1876. Thành tích tốt nhất của đội cho đến nay là lọt vào tới vòng tứ kết World Cup 1958 và bán kết Euro 2016 ở ngay lần đầu tham dự.

## Thành tích tại các giải đấu

### Giải vô địch thế giới
| Năm           | Kết quả                  | Số trận                  | Thắng                    | Hoà*                     | Thua                     | Bàn thắng                | Bàn thua                 |
| ------------- | ------------------------ | ------------------------ | ------------------------ | ------------------------ | ------------------------ | ------------------------ | ------------------------ |
| 1930 đến 1938 | Không tham dự            | Không tham dự            | Không tham dự            | Không tham dự            | Không tham dự            | Không tham dự            | Không tham dự            |
| 1950 đến 1954 | Không vượt qua vòng loại | Không vượt qua vòng loại | Không vượt qua vòng loại | Không vượt qua vòng loại | Không vượt qua vòng loại | Không vượt qua vòng loại | Không vượt qua vòng loại |
| 1958          | Tứ kết                   | 5                        | 1                        | 3                        | 1                        | 4                        | 4                        |
| 1962 đến 2018 | Không vượt qua vòng loại | Không vượt qua vòng loại | Không vượt qua vòng loại | Không vượt qua vòng loại | Không vượt qua vòng loại | Không vượt qua vòng loại | Không vượt qua vòng loại |
| 2022          | Vòng 1                   | 3                        | 0                        | 1                        | 2                        | 1                        | 6                        |
| 2026 đến 2034 | Chưa xác định            | Chưa xác định            | Chưa xác định            | Chưa xác định            | Chưa xác định            | Chưa xác định            | Chưa xác định            |
| Tổng          | 2/22 1 lần Tứ Kết        | 8                        | 1                        | 4                        | 3                        | 5                        | 10                       |

### Giải vô địch châu Âu
Wales đã hai lần dự vòng chung kết Giải vô địch bóng đá châu Âu và gây chấn động lớn khi lọt vào bán kết sau khi bất ngờ thắng Bỉ với tỉ số 3-1 ở vòng tứ kết Euro 2016 ở ngay lần đầu tham dự.
| Năm           | Thành tích               | Số trận                  | Thắng                    | Hòa                      | Thua                     | Bàn thắng                | Bàn thua                 |
| ------------- | ------------------------ | ------------------------ | ------------------------ | ------------------------ | ------------------------ | ------------------------ | ------------------------ |
| 1960          | Không tham dự            | Không tham dự            | Không tham dự            | Không tham dự            | Không tham dự            | Không tham dự            | Không tham dự            |
| 1964 đến 2012 | Không vượt qua vòng loại | Không vượt qua vòng loại | Không vượt qua vòng loại | Không vượt qua vòng loại | Không vượt qua vòng loại | Không vượt qua vòng loại | Không vượt qua vòng loại |
| 2016          | Bán kết                  | 6                        | 4                        | 0                        | 2                        | 10                       | 6                        |
| 2020          | Vòng 2                   | 4                        | 1                        | 1                        | 2                        | 3                        | 6                        |
| 2024          | Không vượt qua vòng loại | Không vượt qua vòng loại | Không vượt qua vòng loại | Không vượt qua vòng loại | Không vượt qua vòng loại | Không vượt qua vòng loại | Không vượt qua vòng loại |
| 2028          | Đồng chủ nhà             | Đồng chủ nhà             | Đồng chủ nhà             | Đồng chủ nhà             | Đồng chủ nhà             | Đồng chủ nhà             | Đồng chủ nhà             |
| 2032          | Chưa xác định            | Chưa xác định            | Chưa xác định            | Chưa xác định            | Chưa xác định            | Chưa xác định            | Chưa xác định            |
| Tổng cộng     | 1 lần bán kết            | 10                       | 5                        | 1                        | 4                        | 13                       | 12                       |

### UEFA Nations League
| Mùa giải  | Hạng đấu  | Kết quả              | Vị trí  | Pld | W | D | L | GF | GA |
| --------- | --------- | -------------------- | ------- | --- | - | - | - | -- | -- |
| 2018–19   | B         | Vòng bảng            | 19th/55 | 4   | 2 | 0 | 2 | 6  | 5  |
| 2020–21   | B         | Vòng bảng            | 17th/55 | 6   | 5 | 1 | 0 | 7  | 1  |
| 2022–23   | A         | Vòng bảng            | 16th/54 | 6   | 0 | 1 | 5 | 6  | 11 |
| Tổng cộng | Tổng cộng | Vòng bảng hạng đấu B | 16th    | 16  | 7 | 2 | 7 | 19 | 17 |

## Cầu thủ

### Đội hình hiện tại
Đây là đội hình đã hoàn thành vòng loại Euro 2024.
Số lần khoác áo, bàn thắng và tuổi được tính đến ngày 26 tháng 3 năm 2024, sau trận gặp Ba Lan.
| Số | VT | Cầu thủ                   | Ngày sinh (tuổi)  | Trận | Bàn | Câu lạc bộ              |
| -- | -- | ------------------------- | ----------------- | ---- | --- | ----------------------- |
| 1  | TM | Wayne Hennessey           | 24 tháng 1, 1987  | 109  | 0   | Nottingham Forest       |
| 12 | TM | Danny Ward                | 22 tháng 6, 1993  | 40   | 0   | Leicester City          |
|    | TM | Adam Davies               | 17 tháng 7, 1992  | 4    | 0   | Sheffield United        |
| 21 | TM | Tom King                  | 9 tháng 3, 1995   | 0    | 0   | Wolverhampton Wanderers |
|    |    |                           |                   |      |     |                         |
| 4  | HV | Ben Davies (đội phó)      | 24 tháng 4, 1993  | 86   | 2   | Tottenham Hotspur       |
| 14 | HV | Connor Roberts            | 23 tháng 9, 1995  | 55   | 3   | Leeds United            |
| 5  | HV | Chris Mepham              | 5 tháng 11, 1997  | 46   | 0   | Bournemouth             |
| 6  | HV | Joe Rodon                 | 22 tháng 10, 1997 | 44   | 0   | Leeds United            |
| 3  | HV | Neco Williams             | 13 tháng 4, 2001  | 38   | 4   | Nottingham Forest       |
| 2  | HV | Morgan Fox                | 21 tháng 9, 1993  | 0    | 0   | Queens Park Rangers     |
| 19 | HV | Jay Dasilva               | 22 tháng 4, 1998  | 0    | 0   | Coventry City           |
|    |    |                           |                   |      |     |                         |
| 10 | TV | Aaron Ramsey (đội trưởng) | 26 tháng 12, 1990 | 84   | 21  | Cardiff City            |
| 8  | TV | Harry Wilson              | 22 tháng 3, 1997  | 54   | 8   | Fulham                  |
| 15 | TV | Ethan Ampadu              | 14 tháng 9, 2000  | 51   | 0   | Leeds United            |
| 7  | TV | David Brooks              | 8 tháng 7, 1997   | 29   | 4   | Southampton             |
|    | TV | Dylan Levitt              | 17 tháng 11, 2000 | 13   | 0   | Hibernian               |
| 17 | TV | Jordan James              | 2 tháng 7, 2004   | 10   | 0   | Birmingham City         |
|    | TV | Rubin Colwill             | 27 tháng 4, 2002  | 8    | 1   | Cardiff City            |
| 22 | TV | Josh Sheehan              | 30 tháng 3, 1995  | 5    | 0   | Bolton Wanderers        |
| 16 | TV | Charlie Savage            | 2 tháng 5, 2003   | 1    | 0   | Reading                 |
|    |    |                           |                   |      |     |                         |
| 20 | TĐ | Daniel James              | 10 tháng 11, 1997 | 51   | 7   | Leeds United            |
| 13 | TĐ | Kieffer Moore             | 8 tháng 8, 1992   | 41   | 12  | Ipswich Town            |
| 9  | TĐ | Brennan Johnson           | 23 tháng 5, 2001  | 26   | 3   | Tottenham Hotspur       |
| 11 | TĐ | Rabbi Matondo             | 9 tháng 9, 2000   | 11   | 0   | Rangers                 |
| 23 | TĐ | Nathan Broadhead          | 5 tháng 4, 1998   | 11   | 2   | Ipswich Town            |
| 18 | TĐ | Liam Cullen               | 23 tháng 4, 1999  | 1    | 0   | Swansea City            |

### Triệu tập gần đây
Dưới đây là tên các cầu thủ được triệu tập trong vòng 12 tháng.
| Vt | Cầu thủ       | Ngày sinh (tuổi)  | Số trận | Bt | Câu lạc bộ        | Lần cuối triệu tập              |
| -- | ------------- | ----------------- | ------- | -- | ----------------- | ------------------------------- |
| HV | Joe Low       | 20 tháng 2, 2002  | 1       | 0  | Wycombe Wanderers | v. Phần Lan, 21 March 2024INJ   |
| HV | Ben Cabango   | 30 tháng 5, 2000  | 7       | 0  | Swansea City      | v. Phần Lan, 21 March 2024INJ   |
| HV | Tom Lockyer   | 3 tháng 12, 1994  | 16      | 0  | Luton Town        | v. Thổ Nhĩ Kỳ, 21 November 2023 |
| HV | Niall Huggins | 18 tháng 12, 2000 | 0       | 0  | Sunderland        | v. Thổ Nhĩ Kỳ, 21 November 2023 |
| HV | Regan Poole   | 18 tháng 6, 1998  | 1       | 0  | Portsmouth        | v. Croatia, 15 October 2023     |
| HV | Owen Beck     | 9 tháng 8, 2002   | 0       | 0  | Dundee            | v. Gibraltar, 11 October 2023   |
|    |               |                   |         |    |                   |                                 |
| TV | Joe Morrell   | 3 tháng 1, 1997   | 37      | 0  | Portsmouth        | v. Thổ Nhĩ Kỳ, 21 November 2023 |
| TV | Luke Harris   | 3 tháng 4, 2005   | 0       | 0  | Exeter City       | v. Gibraltar, 11 October 2023   |
| TV | Oli Cooper    | 14 tháng 12, 1999 | 1       | 0  | Swansea City      | v. Thổ Nhĩ Kỳ, 19 June 2023     |
| TV | Sorba Thomas  | 25 tháng 1, 1999  | 8       | 0  | Huddersfield Town | v. Latvia, 28 March 2023        |
|    |               |                   |         |    |                   |                                 |
| TĐ | Wes Burns     | 23 tháng 11, 1994 | 6       | 0  | Ipswich Town      | v. Phần Lan, 21 March 2024INJ   |
| TĐ | Tom Bradshaw  | 27 tháng 7, 1992  | 8       | 0  | Millwall          | v. Thổ Nhĩ Kỳ, 21 November 2023 |
| TĐ | Mark Harris   | 29 tháng 12, 1998 | 5       | 0  | Oxford United     | v. Latvia, 28 March 2023        |

- PRE = Danh sách sơ bộ
- WD = Rút lui

### Khoác áo đội tuyển quốc gia nhiều nhất

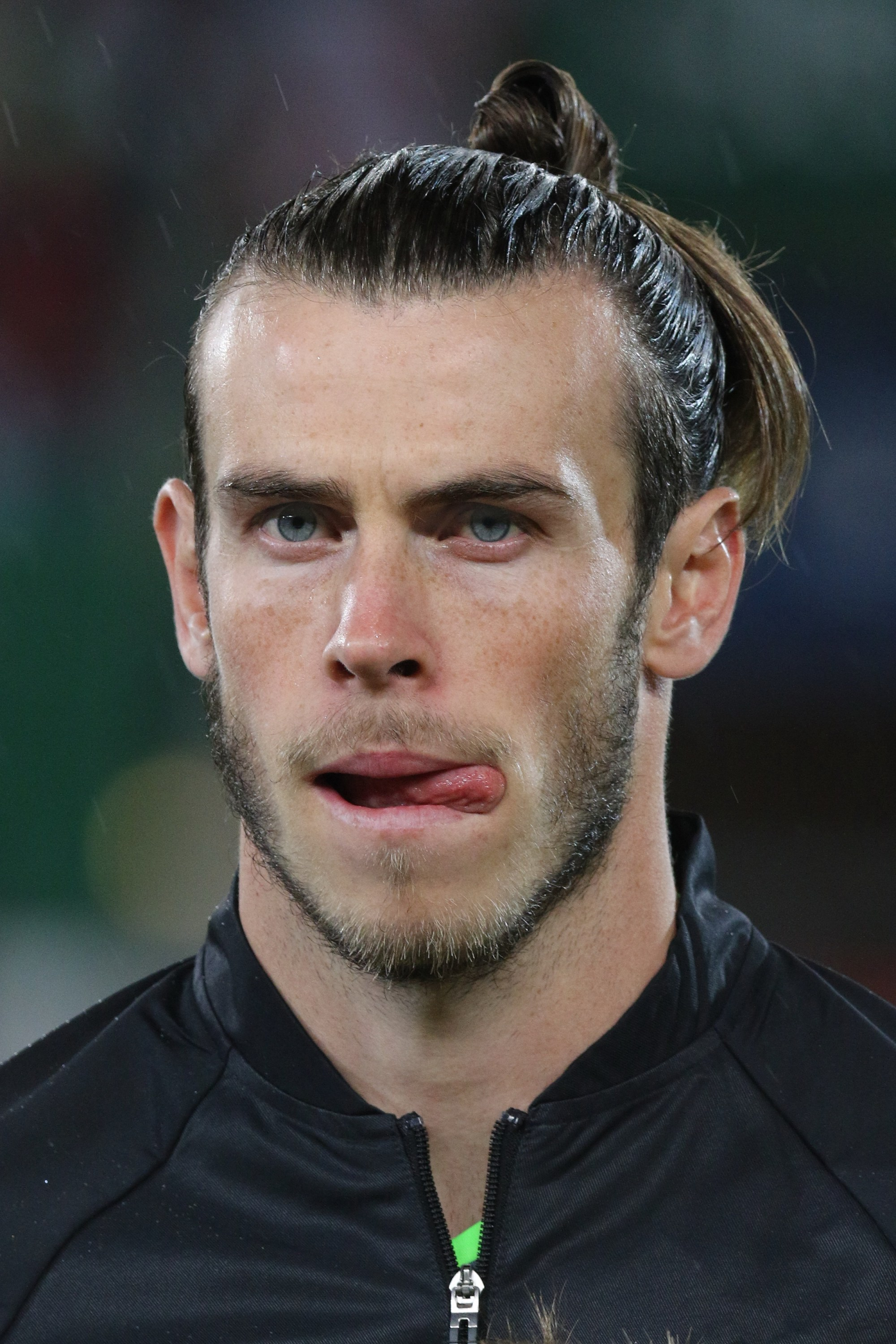
Gareth Bale là cầu thủ khoác áo đội tuyển quốc gia nhiều nhất và cũng là cầu thủ ghi nhiều bàn thắng nhất cho đội tuyển quốc gia với 111 trận và ghi được 41 bàn.

Tính đến 26 tháng 3 năm 2024 (cầu thủ in đậm vẫn còn thi đấu ở đội tuyển quốc gia):
| #  | Tên cầu thủ      | Thời gian thi đấu | Số trận | Bàn thắng |
| -- | ---------------- | ----------------- | ------- | --------- |
| 1  | Gareth Bale      | 2006–2022         | 111     | 41        |
| 2  | Chris Gunter     | 2007–2022         | 109     | 0         |
| 3  | Wayne Hennessey  | 2007–             | 109     | 0         |
| 4  | Neville Southall | 1982–1997         | 92      | 0         |
| 5  | Ashley Williams  | 2007–2019         | 86      | 2         |
| 5  | Ben Davies       | 2012–             | 77      | 1         |
| 7  | Gary Speed       | 1990–2004         | 85      | 7         |
| 8  | Aaron Ramsey     | 2008–             | 84      | 21        |
| 9  | Craig Bellamy    | 1998–2013         | 78      | 19        |
| 10 | Joe Ledley       | 2005–2018         | 77      | 4         |

### Ghi nhiều bàn thắng nhất
Tính đến 26 tháng 3 năm 2024 (cầu thủ in đậm vẫn còn thi đấu ở đội tuyển quốc gia):
| # | Tên cầu thủ     | Bàn thắng | Số trận | Hiệu suất |
| - | --------------- | --------- | ------- | --------- |
| 1 | Gareth Bale     | 41        | 111     | 0.37      |
| 2 | Ian Rush        | 28        | 73      | 0.38      |
| 3 | Trevor Ford     | 23        | 38      | 0.61      |
| 3 | Ivor Allchurch  | 23        | 68      | 0.34      |
| 5 | Dean Saunders   | 22        | 75      | 0.29      |
| 6 | Aaron Ramsey    | 21        | 84      | 0.25      |
| 7 | Craig Bellamy   | 19        | 78      | 0.24      |
| 8 | Robert Earnshaw | 16        | 58      | 0.28      |
| 8 | Cliff Jones     | 16        | 59      | 0.27      |
| 8 | Mark Hughes     | 16        | 72      | 0.22      |